# 가이즈정
가이즈정(일본어: 海津町)은 일본 기후현 가이즈군에 설치되었던 정이다.
2005년 3월 28일 히라타정, 난노정과 합병해 가이즈시가 성립하였다.

## 역사
- 1955년 1월 15일 - 다카스정, 요시사토촌, 히가시에촌, 오에촌, 니시에촌이 합병해 가이즈정이 성립하였다.
- 1955년 2월 1일 - 이마오정의 일부를 편입하였다.
- 2005년 3월 28일 - 히라타정, 난노정과 합병해 가이즈시가 성립하였다. 동일 가이즈정은 폐지되었다.

## 행정
- 정장 : 히라노 요시아키 (平野義明) (1991년 3월 3일 - 2005년 3월 28일)

## 교통

### 도로
- 기후 현도 1호 기후 난노 선
- 아이치 현도·기후 현도 8호 쓰시마 미나미노 선
- 기후 현도·미에 현도 23호 북방 다도선
- 미에 현도·기후 현도 106호 구와나 카이즈 선
- 아이치 현도 120호·기후 현도 117호 쓰시마 가이즈 선
- 아이치 현도·기후 현도 119호 쓰시마 다카이즈 선
- 아이치 현도·기후 현도·미에 현도 125호 사야 다도 선
- 기후현도 제218호선 기소미카와 공원선
- 기후현도 제220호선 선야스하치카이즈 선
- 기후현도 제222호선 나루토 히라타 선

## 참고 문헌
- 角川日本地名大辞典編纂委員会,『角川日本地名大辞典 21 岐阜県』1980, 角川書店